# Igor Dmitriyevich Sergeyev
Igor Dmitriyevich Sergeyev (tiếng Nga: Игорь Дмитриевич Сергеев; 20 tháng 4 năm 1938 - 10 tháng 11 năm 2006) là Bộ trưởng Quốc phòng Liên bang Nga từ ngày 22 tháng 5 năm 1997 đến ngày 28 tháng 3 năm 2001. Ông là Nguyên soái Liên bang Nga đầu tiên và duy nhất (tính đến thời điểm hiện tại).

## Lược sử quân hàm

### Liên Xô
- Đại tá (tháng 9 năm 1975)
- Thiếu tướng (tháng 10 năm 1977)
- Trung tướng (tháng 2 năm 1985)
- Thượng tướng (tháng 4 năm 1991)

### Liên bang Nga
- Đại tướng (tháng 6 năm 1996)
- Nguyên soái Liên bang Nga (tháng 12 năm 1997).